# Campeonato Mundial de Luge
El Campeonato Mundial de Luge es la competición internacional más importante del deporte de luge. Es organizado desde 1955 por la Federación Internacional de Luge (FIL). Actualmente el campeonato se realiza cada año a excepción de los años en que se celebran los Juegos Olímpicos.
En el año 1989 se introdujo la competición de equipo mixto, en 2022 la prueba de dobles femenino y en 2025 las pruebas de individual mixto y doble mixto. Entre 2016 y 2024 se realizaba además de la carrera estándar una prueba de velocidad.

## Resultados

### Masculino individual
| Núm.    | Año  | Sede                          | Oro                          | Plata                             | Bronce                       |
| ------- | ---- | ----------------------------- | ---------------------------- | --------------------------------- | ---------------------------- |
| I       | 1955 | Oslo · ( Noruega)             | Anton Salvesen · Noruega     | Josef Thaler · Austria            | Josef Isser · Austria        |
| II      | 1956 | Cancelado                     | Cancelado                    | Cancelado                         | Cancelado                    |
| III     | 1957 | Davos · ( Suiza)              | Hans Schaller RFA            | Bibi Torriani · Suiza             | Erich Raffl · Austria        |
| IV      | 1958 | Krynica · ( Polonia)          | Jerzy Wojnar · Polonia       | Ryszard Pędrak-Janowicz · Polonia | Reinhold Frosch · Austria    |
| V       | 1959 | Villard-de-Lans ( Francia)    | Herbert Thaler · Austria     | Josef Feistmantl · Austria        | David Moroder · Italia       |
| VI      | 1960 | Garmisch-Partenkirchen ( RFA) | Helmut Berndt RFA            | Reinhold Frosch · Austria         | Hans Plenk RFA               |
| VII     | 1961 | Girenbad · ( Suiza)           | Jerzy Wojnar · Polonia       | Hans Plenk RFA                    | Reinhold Senn · Austria      |
| VIII    | 1962 | Krynica · ( Polonia)          | Thomas Köhler RDA            | Jerzy Wojnar · Polonia            | Jochen Asche RDA             |
| IX      | 1963 | Imst · ( Austria)             | Fritz Nachmann RFA           | Hans Plenk RFA                    | Klaus-Michael Bonsack RDA    |
| X       | 1965 | Davos · ( Suiza)              | Hans Plenk RFA               | Mieczysław Pawełkiewicz · Polonia | Giovanni Graber · Italia     |
| XI      | 1966 | Friedrichroda ( RDA)          | Cancelado                    | Cancelado                         | Cancelado                    |
| XII     | 1967 | Hammarstrand · ( Suecia)      | Thomas Köhler RDA            | Klaus-Michael Bonsack RDA         | Josef Feistmantl · Austria   |
| XIII    | 1969 | Königssee ( RFA)              | Josef Feistmantl · Austria   | Manfred Schmid · Austria          | Wolfgang Scheidel RDA        |
| XIV     | 1970 | Königssee ( RFA)              | Josef Fendt RFA              | Josef Feistmantl · Austria        | Wolfgang Scheidel RDA        |
| XV      | 1971 | Valdaora · ( Italia)          | Karl Brunner · Italia        | Leonhard Nagenrauft RFA           | Josef Feistmantl · Austria   |
| XVI     | 1973 | Oberhof ( RDA)                | Hans Rinn RDA                | Wolfram Fiedler RDA               | Harald Ehrig RDA             |
| XVII    | 1974 | Königssee ( RFA)              | Josef Fendt RFA              | Hans Rinn RDA                     | Horst Müller RDA             |
| XVIII   | 1975 | Hammarstrand · ( Suecia)      | Wolfram Fiedler RDA          | Manfred Schmid · Austria          | Harald Ehrig RDA             |
| XIX     | 1977 | Igls · ( Austria)             | Hans Rinn RDA                | Horst Müller RDA                  | Anton Winkler RFA            |
| XX      | 1978 | Imst · ( Austria)             | Paul Hildgartner · Italia    | Anton Winkler RFA                 | Manfred Schmid · Austria     |
| XXI     | 1979 | Königssee ( RFA)              | Dettlef Günther RDA          | Karl Brunner · Italia             | Paul Hildgartner · Italia    |
| XXII    | 1981 | Hammarstrand · ( Suecia)      | Serguei Danilin URSS         | Michael Walter RDA                | Ernst Haspinger · Italia     |
| XXIII   | 1983 | Lake Placid ( Estados Unidos) | Miroslav Zajonc · Canadá     | Serguei Danilin URSS              | Paul Hildgartner · Italia    |
| XXIV    | 1985 | Oberhof ( RDA)                | Michael Walter RDA           | Jörg Hoffmann RDA                 | Jens Müller RDA              |
| XXV     | 1987 | Igls · ( Austria)             | Markus Prock · Austria       | Jens Müller RDA                   | Serguei Danilin URSS         |
| XXVI    | 1989 | Winterberg ( RFA)             | Georg Hackl RFA              | Jens Müller RDA                   | Johannes Schettel RFA        |
| XXVII   | 1990 | Calgary · ( Canadá)           | Georg Hackl RFA              | Markus Prock · Austria            | Jens Müller RDA              |
| XXVIII  | 1991 | Winterberg · ( Alemania)      | Arnold Huber · Italia        | Georg Hackl · Alemania            | Markus Prock · Austria       |
| XXIX    | 1993 | Calgary · ( Canadá)           | Wendel Suckow Estados Unidos | Georg Hackl · Alemania            | Wilfried Huber · Italia      |
| XXX     | 1995 | Lillehammer · ( Noruega)      | Armin Zöggeler · Italia      | Georg Hackl · Alemania            | Markus Prock · Austria       |
| XXXI    | 1996 | Altenberg · ( Alemania)       | Markus Prock · Austria       | Georg Hackl · Alemania            | Jens Müller · Alemania       |
| XXXII   | 1997 | Igls · ( Austria)             | Georg Hackl · Alemania       | Markus Prock · Austria            | Gerhard Gleirscher · Austria |
| XXIII   | 1999 | Königssee · ( Alemania)       | Armin Zöggeler · Italia      | Jens Müller · Alemania            | Norbert Huber · Italia       |
| XXXIV   | 2000 | St. Moritz · ( Suiza)         | Jens Müller · Alemania       | Armin Zöggeler · Italia           | Georg Hackl · Alemania       |
| XXXV    | 2001 | Calgary · ( Canadá)           | Armin Zöggeler · Italia      | Georg Hackl · Alemania            | Markus Prock · Austria       |
| XXXVI   | 2003 | Sigulda ( Letonia)            | Armin Zöggeler · Italia      | Mārtiņš Rubenis Letonia           | Rainer Margreiter · Austria  |
| XXXVII  | 2004 | Nagano ( Japón)               | David Möller · Alemania      | Georg Hackl · Alemania            | Mārtiņš Rubenis Letonia      |
| XXXVIII | 2005 | Park City ( Estados Unidos)   | Armin Zöggeler · Italia      | Georg Hackl · Alemania            | David Möller · Alemania      |
| XXXIX   | 2007 | Igls · ( Austria)             | David Möller · Alemania      | Armin Zöggeler · Italia           | Jan Eichhorn · Alemania      |
| XL      | 2008 | Oberhof · ( Alemania)         | Felix Loch · Alemania        | David Möller · Alemania           | Andi Langenhan · Alemania    |
| XLI     | 2009 | Lake Placid ( Estados Unidos) | Felix Loch · Alemania        | Armin Zöggeler · Italia           | Daniel Pfister · Austria     |
| XLII    | 2011 | Cesana · ( Italia)            | Armin Zöggeler · Italia      | Felix Loch · Alemania             | Andi Langenhan · Alemania    |
| XLIII   | 2012 | Altenberg · ( Alemania)       | Felix Loch · Alemania        | Albert Demchenko · Rusia          | Armin Zöggeler · Italia      |
| XLIV    | 2013 | Whistler · ( Canadá)          | Felix Loch · Alemania        | Andi Langenhan · Alemania         | Johannes Ludwig · Alemania   |
| XLV     | 2015 | Sigulda ( Letonia)            | Semion Pavlichenko · Rusia   | Felix Loch · Alemania             | Wolfgang Kindl · Austria     |
| XLVI    | 2016 | Königssee · ( Alemania)       | Felix Loch · Alemania        | Ralf Palik · Alemania             | Wolfgang Kindl · Austria     |
| XLVI    | 2016 | Königssee · ( Alemania)       | Felix Loch · Alemania        | Andi Langenhan · Alemania         | Ralf Palik · Alemania        |
| XLVII   | 2017 | Igls · ( Austria)             | Wolfgang Kindl · Austria     | Roman Repilov · Rusia             | Dominik Fischnaller · Italia |
| XLVII   | 2017 | Igls · ( Austria)             | Wolfgang Kindl · Austria     | Roman Repilov · Rusia             | Dominik Fischnaller · Italia |
| XLVIII  | 2019 | Winterberg · ( Alemania)      | Felix Loch · Alemania        | Reinhard Egger · Austria          | Semion Pavlichenko · Rusia   |
| XLVIII  | 2019 | Winterberg · ( Alemania)      | Jonas Müller · Austria       | Felix Loch · Alemania             | Semion Pavlichenko · Rusia   |
| XLIX    | 2020 | Sochi · ( Rusia)              | Roman Repilov · Rusia        | Jonas Müller · Austria            | Wolfgang Kindl · Austria ·   |
| XLIX    | 2020 | Sochi · ( Rusia)              | Roman Repilov · Rusia        | David Gleirscher · Austria        | Dominik Fischnaller · Italia |
| L       | 2021 | Königssee · ( Alemania)       | Roman Repilov · Rusia        | Felix Loch · Alemania             | David Gleirscher · Austria   |
| L       | 2021 | Königssee · ( Alemania)       | Nico Gleirscher · Austria    | Semion Pavlichenko · Rusia        | David Gleirscher · Austria   |
| LI      | 2023 | Oberhof · ( Alemania)         | Jonas Müller · Austria       | Max Langenhan · Alemania          | David Gleirscher · Austria   |
| LI      | 2023 | Oberhof · ( Alemania)         | Felix Loch · Alemania        | Jonas Müller · Austria            | Max Langenhan · Alemania     |
| LII     | 2024 | Altenberg · ( Alemania)       | Max Langenhan · Alemania     | Nico Gleirscher · Austria         | Felix Loch · Alemania        |
| LII     | 2024 | Altenberg · ( Alemania)       | David Gleirscher · Austria   | Max Langenhan · Alemania          | Kristers Aparjods Letonia    |
| LIII    | 2025 | Whistler · ( Canadá)          | Max Langenhan · Alemania     | Felix Loch · Alemania             | Nico Gleirscher · Austria    |

#### Medallero histórico
- Actualizado a Whistler 2025.

| Núm. | País           | Oro | Plata | Bronce | Total |
| ---- | -------------- | --- | ----- | ------ | ----- |
| 1    | Alemania       | 29  | 31    | 22     | 82    |
| 2    | Austria        | 10  | 13    | 20     | 43    |
| 3    | Italia         | 9   | 4     | 11     | 24    |
| 4    | Rusia          | 5   | 5     | 3      | 13    |
| 5    | Polonia        | 2   | 3     | 0      | 5     |
| 6    | Canadá         | 1   | 0     | 0      | 1     |
| 6    | Estados Unidos | 1   | 0     | 0      | 1     |
| 6    | Noruega        | 1   | 0     | 0      | 1     |
| 9    | Letonia        | 0   | 1     | 2      | 3     |
| 10   | Suiza          | 0   | 1     | 0      | 1     |
|      | TOTAL          | 58  | 58    | 58     | 174   |

### Masculino doble
| Núm.    | Año  | Sede                          | Oro                                                  | Plata                                             | Bronce                                               |
| ------- | ---- | ----------------------------- | ---------------------------------------------------- | ------------------------------------------------- | ---------------------------------------------------- |
| I       | 1955 | Oslo · ( Noruega)             | Hans Krausner · Josef Thaler · Austria               | Josef Isser · Maria Isser · Austria               | Josef Strillinger Fritz Nachmann RFA                 |
| II      | 1956 | Cancelado                     | Cancelado                                            | Cancelado                                         | Cancelado                                            |
| III     | 1957 | Davos · ( Suiza)              | Josef Strillinger Fritz Nachmann RFA                 | Giorgio Pichler · Hubert Ebner · Italia           | Erich Raffl · Ewald Walch · Austria                  |
| IV      | 1958 | Krynica · ( Polonia)          | Josef Strillinger Fritz Nachmann RFA                 | Jerzy Koszla · Janina Suszczewska · Polonia       | Ryszard Pędrak-Janowicz · Halina Lacheta · Polonia   |
| V       | 1959 | Villard-de-Lans ( Francia)    | Prueba cancelada por mal tiempo                      | Prueba cancelada por mal tiempo                   | Prueba cancelada por mal tiempo                      |
| VI      | 1960 | Garmisch-Partenkirchen ( RFA) | Reinhold Frosch · Ewald Walch · Austria              | Herbert Thaler · Helmut Thaler · Austria          | Horst Tiedge Hans Plenk RFA                          |
| VII     | 1961 | Girenbad · ( Suiza)           | Roman Pichler · Enrico Prinoth · Italia              | David Moroder · Raimondo Prinoth · Italia         | Helmut Thaler · Reinhold Senn · Austria              |
| VIII    | 1962 | Krynica · ( Polonia)          | Giovanni Graber · Giampaolo Ambrosi · Italia         | Fritz Nachmann Max Leo RFA                        | Manfred Novotný Petr Škrabálek Checoslovaquia        |
| IX      | 1963 | Imst · ( Austria)             | Ryszard Pędrak-Janowicz · Lucjan Kudzia · Polonia    | Mieczysław Pawełkiewicz · Edward Fender · Polonia | Anton Venier · Ewald Walch · Austria                 |
| X       | 1965 | Davos · ( Suiza)              | Wolfgang Scheidel Michael Köhler RDA                 | Klaus-Michael Bonsack Thomas Köhler RDA           | Horst Hörnlein Rolf Fuchs RDA                        |
| XI      | 1966 | Friedrichroda ( RDA)          | Cancelado                                            | Cancelado                                         | Cancelado                                            |
| XII     | 1967 | Hammarstrand · ( Suecia)      | Klaus-Michael Bonsack Thomas Köhler RDA              | Manfred Schmid · Ewald Walch · Austria            | Sigisfredo Mair · Ernesto Mair · Italia              |
| XIII    | 1969 | Königssee ( RFA)              | Manfred Schmid · Ewald Walch · Austria               | Horst Hörnlein Reinhard Bredow RDA                | Klaus-Michael Bonsack Michael Köhler RDA             |
| XIV     | 1970 | Königssee ( RFA)              | Manfred Schmid · Ewald Walch · Austria               | Klaus-Michael Bonsack Michael Köhler RDA          | Horst Hörnlein Reinhard Bredow RDA                   |
| XV      | 1971 | Valdaora · ( Italia)          | Paul Hildgartner · Walter Plaikner · Italia          | Manfred Schmid · Ewald Walch · Austria            | Horst Hörnlein Reinhard Bredow RDA                   |
| XVI     | 1973 | Oberhof ( RDA)                | Horst Hörnlein Reinhard Bredow RDA                   | Hans Rinn Norbert Hahn RDA                        | Paul Hildgartner · Walter Plaikner · Italia          |
| XVII    | 1974 | Königssee ( RFA)              | Bernd Hahn Ulrich Hahn RDA                           | Henning Schulze Hans-Jörg Neumann RDA             | Rudolf Schmid · Franz Schachner · Austria            |
| XVIII   | 1975 | Hammarstrand · ( Suecia)      | Hans Rinn Norbert Hahn RDA                           | Hans-Jörg Neumann Horst Müller RDA                | Rudolf Schmid · Franz Schachner · Austria            |
| XIX     | 1977 | Igls · ( Austria)             | Hans Rinn Norbert Hahn RDA                           | Karl Brunner · Peter Gschnitzer · Italia          | Hans Brandner Balthasar Schwarm RFA                  |
| XX      | 1978 | Imst · ( Austria)             | Dainis Bremse Aigars Krikis URSS                     | Valeri Yakuzhin Vladimir Zhitov URSS              | Hans Rinn Norbert Hahn RDA                           |
| XXI     | 1979 | Königssee ( RFA)              | Hans Brandner Balthasar Schwarm RFA                  | Hans Rinn Norbert Hahn RDA                        | Anton Winkler Anton Wembacher RFA                    |
| XXII    | 1981 | Hammarstrand · ( Suecia)      | Bernd Hahn Ulrich Hahn RDA                           | Bernd Oberhoffner Jörg-Dieter Ludwig RDA          | Hans Stanggassinger Franz Wembacher RFA              |
| XXIII   | 1983 | Lake Placid ( Estados Unidos) | Jörg Hoffmann Jochen Pietzsch RDA                    | Hansjörg Raffl · Norbert Huber · Italia           | Hans Stanggassinger Franz Wembacher RFA              |
| XXIV    | 1985 | Oberhof ( RDA)                | Jörg Hoffmann Jochen Pietzsch RDA                    | René Keller Lutz Kühnlenz RDA                     | Vitali Melnik Dmitri Alexeyev URSS                   |
| XXV     | 1987 | Igls · ( Austria)             | Jörg Hoffmann Jochen Pietzsch RDA                    | Stefan Ilsanker Georg Hackl RFA                   | Thomas Schwab Wolfgang Staudinger RFA                |
| XXVI    | 1989 | Winterberg ( RFA)             | Stefan Krauße Jan Behrendt RDA                       | Hansjörg Raffl · Norbert Huber · Italia           | Jörg Hoffmann Jochen Pietzsch RDA                    |
| XXVII   | 1990 | Calgary · ( Canadá)           | Hansjörg Raffl · Norbert Huber · Italia              | Kurt Brugger · Wilfried Huber · Italia            | Jörg Hoffmann Jochen Pietzsch RDA                    |
| XXVIII  | 1991 | Winterberg · ( Alemania)      | Stefan Krauße · Jan Behrendt · Alemania              | Yves Mankel · Thomas Rudolph · Alemania           | Hansjörg Raffl · Norbert Huber · Italia              |
| XXIX    | 1993 | Calgary · ( Canadá)           | Stefan Krauße · Jan Behrendt · Alemania              | Hansjörg Raffl · Norbert Huber · Italia           | Kurt Brugger · Wilfried Huber · Italia               |
| XXX     | 1995 | Lillehammer · ( Noruega)      | Stefan Krauße · Jan Behrendt · Alemania              | Christopher Thorpe Gordon Sheer Estados Unidos    | Kurt Brugger · Wilfried Huber · Italia               |
| XXXI    | 1996 | Altenberg · ( Alemania)       | Tobias Schiegl · Markus Schiegl · Austria            | Christopher Thorpe Gordon Sheer Estados Unidos    | Gerhard Plankensteiner · Oswald Haselrieder · Italia |
| XXXII   | 1997 | Igls · ( Austria)             | Tobias Schiegl · Markus Schiegl · Austria            | Stefan Krauße · Jan Behrendt · Alemania           | Steffen Skel · Steffen Wöller · Alemania             |
| XXIII   | 1999 | Königssee · ( Alemania)       | Patric Leitner · Alexander Resch · Alemania          | Tobias Schiegl · Markus Schiegl · Austria         | Mark Grimmette Brian Martin Estados Unidos           |
| XXXIV   | 2000 | St. Moritz · ( Suiza)         | Patric Leitner · Alexander Resch · Alemania          | Steffen Skel · Steffen Wöller · Alemania          | Mark Grimmette Brian Martin Estados Unidos           |
| XXXV    | 2001 | Calgary · ( Canadá)           | André Florschütz · Torsten Wustlich · Alemania       | Steffen Skel · Steffen Wöller · Alemania          | Tobias Schiegl · Markus Schiegl · Austria            |
| XXXVI   | 2003 | Sigulda ( Letonia)            | Andreas Linger · Wolfgang Linger · Austria           | Tobias Schiegl · Markus Schiegl · Austria         | Patric Leitner · Alexander Resch · Alemania          |
| XXXVII  | 2004 | Nagano ( Japón)               | Patric Leitner · Alexander Resch · Alemania          | André Florschütz · Torsten Wustlich · Alemania    | Mark Grimmette Brian Martin Estados Unidos           |
| XXXVIII | 2005 | Park City ( Estados Unidos)   | André Florschütz · Torsten Wustlich · Alemania       | Patric Leitner · Alexander Resch · Alemania       | Mark Grimmette Brian Martin Estados Unidos           |
| XXXIX   | 2007 | Igls · ( Austria)             | Patric Leitner · Alexander Resch · Alemania          | Tobias Schiegl · Markus Schiegl · Austria         | Mark Grimmette Brian Martin Estados Unidos           |
| XL      | 2008 | Oberhof · ( Alemania)         | André Florschütz · Torsten Wustlich · Alemania       | Tobias Wendl · Tobias Arlt · Alemania             | Tobias Schiegl · Markus Schiegl · Austria            |
| XLI     | 2009 | Lake Placid ( Estados Unidos) | Gerhard Plankensteiner · Oswald Haselrieder · Italia | André Florschütz · Torsten Wustlich · Alemania    | Mark Grimmette Brian Martin Estados Unidos           |
| XLII    | 2011 | Cesana · ( Italia)            | Andreas Linger · Wolfgang Linger · Austria           | Christian Oberstolz · Patrick Gruber · Italia     | Andris Šics Juris Šics Letonia                       |
| XLIII   | 2012 | Altenberg · ( Alemania)       | Andreas Linger · Wolfgang Linger · Austria           | Toni Eggert · Sascha Benecken · Alemania          | Peter Penz · Georg Fischler · Austria                |
| XLIV    | 2013 | Whistler · ( Canadá)          | Tobias Wendl · Tobias Arlt · Alemania                | Toni Eggert · Sascha Benecken · Alemania          | Andreas Linger · Wolfgang Linger · Austria           |
| XLV     | 2015 | Sigulda ( Letonia)            | Tobias Wendl · Tobias Arlt · Alemania                | Peter Penz · Georg Fischler · Austria             | Christian Oberstolz · Patrick Gruber · Italia        |
| XLVI    | 2016 | Königssee · ( Alemania)       | Tobias Wendl · Tobias Arlt · Alemania                | Toni Eggert · Sascha Benecken · Alemania          | Christian Oberstolz · Patrick Gruber · Italia        |
| XLVI    | 2016 | Königssee · ( Alemania)       | Tobias Wendl · Tobias Arlt · Alemania                | Peter Penz · Georg Fischler · Austria             | Christian Oberstolz · Patrick Gruber · Italia        |
| XLVII   | 2017 | Igls · ( Austria)             | Toni Eggert · Sascha Benecken · Alemania             | Tobias Wendl · Tobias Arlt · Alemania             | Robin Geueke · David Gamm · Alemania                 |
| XLVII   | 2017 | Igls · ( Austria)             | Tobias Wendl · Tobias Arlt · Alemania                | Peter Penz · Georg Fischler · Austria             | Toni Eggert · Sascha Benecken · Alemania             |
| XLVIII  | 2019 | Winterberg · ( Alemania)      | Toni Eggert · Sascha Benecken · Alemania             | Tobias Wendl · Tobias Arlt · Alemania             | Thomas Steu · Lorenz Koller · Austria                |
| XLVIII  | 2019 | Winterberg · ( Alemania)      | Toni Eggert · Sascha Benecken · Alemania             | Tobias Wendl · Tobias Arlt · Alemania             | Thomas Steu · Lorenz Koller · Austria                |
| XLIX    | 2020 | Sochi · ( Rusia)              | Toni Eggert · Sascha Benecken · Alemania             | Alexandr Denisiev · Vladislav Antonov · Rusia     | Tobias Wendl · Tobias Arlt · Alemania                |
| XLIX    | 2020 | Sochi · ( Rusia)              | Alexandr Denisiev · Vladislav Antonov · Rusia        | Emanuel Rieder · Simon Kainzwaldner · Italia      | Tobias Wendl · Tobias Arlt · Alemania                |
| L       | 2021 | Königssee · ( Alemania)       | Toni Eggert · Sascha Benecken · Alemania             | Tobias Wendl · Tobias Arlt · Alemania             | Andris Šics Juris Šics Letonia                       |
| L       | 2021 | Königssee · ( Alemania)       | Tobias Wendl · Tobias Arlt · Alemania                | Andris Šics Juris Šics Letonia                    | Toni Eggert · Sascha Benecken · Alemania             |
| LI      | 2023 | Oberhof · ( Alemania)         | Toni Eggert · Sascha Benecken · Alemania             | Tobias Wendl · Tobias Arlt · Alemania             | Yannick Müller · Armin Frauscher · Austria           |
| LI      | 2023 | Oberhof · ( Alemania)         | Toni Eggert · Sascha Benecken · Alemania             | Tobias Wendl · Tobias Arlt · Alemania             | Yannick Müller · Armin Frauscher · Austria           |
| LII     | 2024 | Altenberg · ( Alemania)       | Juri Gatt · Riccardo Schöpf · Austria                | Thomas Steu · Wolfgang Kindl · Austria            | Tobias Wendl · Tobias Arlt · Alemania                |
| LII     | 2024 | Altenberg · ( Alemania)       | Mārtiņš Bots Roberts Plūme Letonia                   | Thomas Steu · Wolfgang Kindl · Austria            | Juri Gatt · Riccardo Schöpf · Austria                |
| LIII    | 2025 | Whistler · ( Canadá)          | Hannes Orlamünder · Paul Gubitz · Alemania           | Mārtiņš Bots Roberts Plūme Letonia                | Tobias Wendl · Tobias Arlt · Alemania                |

#### Medallero histórico
- Actualizado a Whistler 2025.

| Núm. | País           | Oro | Plata | Bronce | Total |
| ---- | -------------- | --- | ----- | ------ | ----- |
| 1    | Alemania       | 38  | 28    | 23     | 89    |
| 2    | Austria        | 10  | 12    | 14     | 36    |
| 3    | Italia         | 5   | 9     | 9      | 23    |
| 4    | Rusia          | 2   | 2     | 1      | 5     |
| 5    | Letonia        | 1   | 2     | 2      | 5     |
| 6    | Polonia        | 1   | 2     | 1      | 4     |
| 7    | Estados Unidos | 0   | 2     | 6      | 8     |
| 8    | Checoslovaquia | 0   | 0     | 1      | 1     |
|      | TOTAL          | 57  | 57    | 57     | 171   |

### Femenino individual
| Núm.    | Año  | Sede                          | Oro                             | Plata                           | Bronce                          |
| ------- | ---- | ----------------------------- | ------------------------------- | ------------------------------- | ------------------------------- |
| I       | 1955 | Oslo · ( Noruega)             | Karla Kienzl · Austria          | Maria Isser · Austria           | Marianne Bauer RFA              |
| II      | 1956 | Cancelado                     | Cancelado                       | Cancelado                       | Cancelado                       |
| III     | 1957 | Davos · ( Suiza)              | Maria Isser · Austria           | Helga Müller RFA                | Brigitte Fink · Italia          |
| IV      | 1958 | Krynica · ( Polonia)          | Maria Semczyszak · Polonia      | Helena Boettcher · Polonia      | Barbara Gorgoń · Polonia        |
| V       | 1959 | Villard-de-Lans ( Francia)    | Elly Lieber · Austria           | Maria Isser · Austria           | Agnes Neuerer · Austria         |
| VI      | 1960 | Garmisch-Partenkirchen ( RFA) | Maria Isser · Austria           | Hanns Possmoser · Austria       | Erika Leitner · Italia          |
| VII     | 1961 | Girenbad · ( Suiza)           | Elisabeth Nagele · Suiza        | Marianne Winkler RFA            | Helene Thurner · Austria        |
| VIII    | 1962 | Krynica · ( Polonia)          | Ilse Geisler RDA                | Gerda Rieser-Cegnar · Austria   | Danuta Nycz · Polonia           |
| IX      | 1963 | Imst · ( Austria)             | Ilse Geisler RDA                | Helene Thurner · Austria        | Janina Suszczewska · Polonia    |
| X       | 1965 | Davos · ( Suiza)              | Ortrun Enderlein RDA            | Petra Tierlich RDA              | Ilse Geisler RDA                |
| XI      | 1966 | Friedrichroda ( RDA)          | Cancelado                       | Cancelado                       | Cancelado                       |
| XII     | 1967 | Hammarstrand · ( Suecia)      | Ortrun Enderlein RDA            | Petra Tierlich RDA              | Helene Thurner · Austria        |
| XIII    | 1969 | Königssee ( RFA)              | Petra Tierlich RDA              | Anna-Maria Müller RDA           | Christa Schmuck RFA             |
| XIV     | 1970 | Königssee ( RFA)              | Barbara Piecha · Polonia        | Christa Schmuck RFA             | Elisabeth Demleitner RFA        |
| XV      | 1971 | Valdaora · ( Italia)          | Elisabeth Demleitner RFA        | Erika Lechner · Italia          | Barbara Piecha · Polonia        |
| XVI     | 1973 | Oberhof ( RDA)                | Margit Schumann RDA             | Ute Rührold RDA                 | Eva-Maria Wernicke RDA          |
| XVII    | 1974 | Königssee ( RFA)              | Margit Schumann RDA             | Elisabeth Demleitner RFA        | Ute Rührold RDA                 |
| XVIII   | 1975 | Hammarstrand · ( Suecia)      | Margit Schumann RDA             | Ute Rührold RDA                 | Dana Spálenská Checoslovaquia   |
| XIX     | 1977 | Igls · ( Austria)             | Margit Schumann RDA             | Vera Zozulia URSS               | Margit Graf · Austria           |
| XX      | 1978 | Imst · ( Austria)             | Vera Zozulia URSS               | Andrea Fendt RFA                | Angelika Schafferer · Austria   |
| XXI     | 1979 | Königssee ( RFA)              | Melitta Sollmann RDA            | Elisabeth Demleitner RFA        | Marie-Luise Rainer · Italia     |
| XXII    | 1981 | Hammarstrand · ( Suecia)      | Melitta Sollmann RDA            | Cerstin Schmidt RDA             | Vera Zozulia URSS               |
| XXIII   | 1983 | Lake Placid ( Estados Unidos) | Steffi Martin RDA               | Melitta Sollmann RDA            | Ute Weiß RDA                    |
| XXIV    | 1985 | Oberhof ( RDA)                | Steffi Martin RDA               | Cerstin Schmidt RDA             | Birgit Weise RDA                |
| XXV     | 1987 | Igls · ( Austria)             | Cerstin Schmidt RDA             | Gabriele Kohlisch RDA           | Ute Weiß RDA                    |
| XXVI    | 1989 | Winterberg ( RFA)             | Susi Erdmann RDA                | Gerda Weissensteiner · Italia   | Ute Oberhoffner RDA             |
| XXVII   | 1990 | Calgary · ( Canadá)           | Gabriele Kohlisch RDA           | Yuliya Antipova URSS            | Jana Bode RFA                   |
| XXVIII  | 1991 | Winterberg · ( Alemania)      | Susi Erdmann · Alemania         | Gabriele Kohlisch · Alemania    | Jana Bode · Alemania            |
| XXIX    | 1993 | Calgary · ( Canadá)           | Gerda Weissensteiner · Italia   | Gabriele Kohlisch · Alemania    | Doris Neuner · Austria          |
| XXX     | 1995 | Lillehammer · ( Noruega)      | Gabriele Kohlisch · Alemania    | Susi Erdmann · Alemania         | Gerda Weissensteiner · Italia   |
| XXXI    | 1996 | Altenberg · ( Alemania)       | Jana Bode · Alemania            | Susi Erdmann · Alemania         | Gerda Weissensteiner · Italia   |
| XXXII   | 1997 | Igls · ( Austria)             | Susi Erdmann · Alemania         | Jana Bode · Alemania            | Angelika Neuner · Austria       |
| XXIII   | 1999 | Königssee · ( Alemania)       | Sonja Wiedemann · Alemania      | Barbara Niedernhuber · Alemania | Sylke Otto · Alemania           |
| XXXIV   | 2000 | St. Moritz · ( Suiza)         | Sylke Otto · Alemania           | Barbara Niedernhuber · Alemania | Sonja Wiedemann · Alemania      |
| XXXV    | 2001 | Calgary · ( Canadá)           | Sylke Otto · Alemania           | Silke Kraushaar · Alemania      | Barbara Niedernhuber · Alemania |
| XXXVI   | 2003 | Sigulda ( Letonia)            | Sylke Otto · Alemania           | Silke Kraushaar · Alemania      | Barbara Niedernhuber · Alemania |
| XXXVII  | 2004 | Nagano ( Japón)               | Silke Kraushaar · Alemania      | Barbara Niedernhuber · Alemania | Sylke Otto · Alemania           |
| XXXVIII | 2005 | Park City ( Estados Unidos)   | Sylke Otto · Alemania           | Barbara Niedernhuber · Alemania | Anke Wischnewski · Alemania     |
| XXXIX   | 2007 | Igls · ( Austria)             | Tatjana Hüfner · Alemania       | Anke Wischnewski · Alemania     | Silke Kraushaar · Alemania      |
| XL      | 2008 | Oberhof · ( Alemania)         | Tatjana Hüfner · Alemania       | Natalie Geisenberger · Alemania | Silke Kraushaar · Alemania      |
| XLI     | 2009 | Lake Placid ( Estados Unidos) | Erin Hamlin Estados Unidos      | Natalie Geisenberger · Alemania | Nataliya Yakushenko · Ucrania   |
| XLII    | 2011 | Cesana · ( Italia)            | Tatjana Hüfner · Alemania       | Natalie Geisenberger · Alemania | Alex Gough · Canadá             |
| XLIII   | 2012 | Altenberg · ( Alemania)       | Tatjana Hüfner · Alemania       | Tatiana Ivanova · Rusia         | Natalie Geisenberger · Alemania |
| XLIV    | 2013 | Whistler · ( Canadá)          | Natalie Geisenberger · Alemania | Tatjana Hüfner · Alemania       | Alex Gough · Canadá             |
| XLV     | 2015 | Sigulda ( Letonia)            | Natalie Geisenberger · Alemania | Tatiana Ivanova · Rusia         | Tatjana Hüfner · Alemania       |
| XLVI    | 2016 | Königssee · ( Alemania)       | Natalie Geisenberger · Alemania | Martina Kocher · Suiza          | Tatiana Ivanova · Rusia         |
| XLVI    | 2016 | Königssee · ( Alemania)       | Martina Kocher · Suiza          | Natalie Geisenberger · Alemania | Dajana Eitberger · Alemania     |
| XLVII   | 2017 | Igls · ( Austria)             | Tatjana Hüfner · Alemania       | Erin Hamlin Estados Unidos      | Kimberley McRae · Canadá        |
| XLVII   | 2017 | Igls · ( Austria)             | Erin Hamlin Estados Unidos      | Martina Kocher · Suiza          | Tatjana Hüfner · Alemania       |
| XLVIII  | 2019 | Winterberg · ( Alemania)      | Natalie Geisenberger · Alemania | Julia Taubitz · Alemania        | Emily Sweeney Estados Unidos    |
| XLVIII  | 2019 | Winterberg · ( Alemania)      | Natalie Geisenberger · Alemania | Julia Taubitz · Alemania        | Dajana Eitberger · Alemania     |
| XLIX    | 2020 | Sochi · ( Rusia)              | Yekaterina Katnikova · Rusia    | Julia Taubitz · Alemania        | Viktoriya Demchenko · Rusia     |
| XLIX    | 2020 | Sochi · ( Rusia)              | Yekaterina Katnikova · Rusia    | Tatiana Ivanova · Rusia         | Elīza Cauce Letonia             |
| L       | 2021 | Königssee · ( Alemania)       | Julia Taubitz · Alemania        | Anna Berreiter · Alemania       | Dajana Eitberger · Alemania     |
| L       | 2021 | Königssee · ( Alemania)       | Julia Taubitz · Alemania        | Natalie Geisenberger · Alemania | Dajana Eitberger · Alemania     |
| LI      | 2023 | Oberhof · ( Alemania)         | Anna Berreiter · Alemania       | Julia Taubitz · Alemania        | Dajana Eitberger · Alemania     |
| LI      | 2023 | Oberhof · ( Alemania)         | Dajana Eitberger · Alemania     | Julia Taubitz · Alemania        | Anna Berreiter · Alemania       |
| LII     | 2024 | Altenberg · ( Alemania)       | Lisa Schulte · Austria          | Julia Taubitz · Alemania        | Madeleine Egle · Austria        |
| LII     | 2024 | Altenberg · ( Alemania)       | Julia Taubitz · Alemania        | Natalie Maag · Suiza            | Elīna Vītola Letonia            |
| LIII    | 2025 | Whistler · ( Canadá)          | Julia Taubitz · Alemania        | Merle Fräbel · Alemania         | Emily Sweeney Estados Unidos    |

#### Medallero histórico
- Actualizado a Whistler 2025.

| Núm. | País           | Oro | Plata | Bronce | Total |
| ---- | -------------- | --- | ----- | ------ | ----- |
| 1    | Alemania       | 43  | 41    | 29     | 113   |
| 2    | Austria        | 5   | 5     | 8      | 18    |
| 3    | Rusia          | 3   | 5     | 3      | 11    |
| 4    | Suiza          | 2   | 3     | 0      | 5     |
| 5    | Polonia        | 2   | 1     | 4      | 7     |
| 6    | Estados Unidos | 2   | 1     | 2      | 5     |
| 7    | Italia         | 1   | 2     | 5      | 8     |
| 8    | Canadá         | 0   | 0     | 3      | 3     |
| 9    | Letonia        | 0   | 0     | 2      | 2     |
| 10   | Checoslovaquia | 0   | 0     | 1      | 1     |
| 10   | Ucrania        | 0   | 0     | 1      | 1     |
|      | TOTAL          | 58  | 58    | 58     | 174   |

### Femenino doble
| Núm. | Año  | Sede                     | Oro                                                | Plata                                              | Bronce                                            |
| ---- | ---- | ------------------------ | -------------------------------------------------- | -------------------------------------------------- | ------------------------------------------------- |
| I    | 2022 | Winterberg · ( Alemania) | Jessica Degenhardt · Cheyenne Rosenthal · Alemania | Luisa Romanenko · Pauline Patz · Alemania          | Chelsea Forgan Sophia Kirkby Estados Unidos       |
| II   | 2023 | Oberhof · ( Alemania)    | Jessica Degenhardt · Cheyenne Rosenthal · Alemania | Selina Egle · Lara Kipp · Austria                  | Andrea Vötter · Marion Oberhofer · Italia         |
| II   | 2023 | Oberhof · ( Alemania)    | Jessica Degenhardt · Cheyenne Rosenthal · Alemania | Selina Egle · Lara Kipp · Austria                  | Andrea Vötter · Marion Oberhofer · Italia         |
| III  | 2024 | Altenberg · ( Alemania)  | Selina Egle · Lara Kipp · Austria                  | Anda Upīte Zane Kaluma Letonia                     | Chelsea Forgan Sophia Kirkby Estados Unidos       |
| III  | 2024 | Altenberg · ( Alemania)  | Andrea Vötter · Marion Oberhofer · Italia          | Anda Upīte Zane Kaluma Letonia                     | Marta Robežniece Kitija Bogdanova Letonia         |
| IV   | 2025 | Whistler · ( Canadá)     | Selina Egle · Lara Kipp · Austria                  | Jessica Degenhardt · Cheyenne Rosenthal · Alemania | Dajana Eitberger · Magdalena Matschina · Alemania |

#### Medallero histórico
- Actualizado a Whistler 2025.

| Núm. | País           | Oro | Plata | Bronce | Total |
| ---- | -------------- | --- | ----- | ------ | ----- |
| 1    | Alemania       | 3   | 2     | 1      | 6     |
| 2    | Austria        | 2   | 2     | 0      | 4     |
| 3    | Italia         | 1   | 0     | 2      | 3     |
| 4    | Letonia        | 0   | 2     | 1      | 3     |
| 5    | Estados Unidos | 0   | 0     | 2      | 2     |
|      | TOTAL          | 6   | 6     | 6      | 18    |

### Individual mixto
| Núm. | Año  | Sede                 | Oro                                      | Plata                                           | Bronce                                      |
| ---- | ---- | -------------------- | ---------------------------------------- | ----------------------------------------------- | ------------------------------------------- |
| I    | 2025 | Whistler · ( Canadá) | Max Langenhan · Julia Taubitz · Alemania | Jonathan Gustafson Emily Sweeney Estados Unidos | David Gleirscher · Madeleine Egle · Austria |

#### Medallero histórico
- Actualizado a Whistler 2025.

| Núm. | País           | Oro | Plata | Bronce | Total |
| ---- | -------------- | --- | ----- | ------ | ----- |
| 1    | Alemania       | 1   | 0     | 0      | 1     |
| 2    | Estados Unidos | 0   | 1     | 0      | 1     |
| 3    | Austria        | 0   | 0     | 1      | 1     |
|      | TOTAL          | 1   | 1     | 1      | 3     |

### Doble mixto
| Núm. | Año  | Sede                 | Oro                                                              | Plata                                                                               | Bronce                                                                          |
| ---- | ---- | -------------------- | ---------------------------------------------------------------- | ----------------------------------------------------------------------------------- | ------------------------------------------------------------------------------- |
| I    | 2025 | Whistler · ( Canadá) | Thomas Steu · Wolfgang Kindl · Selina Egle · Lara Kipp · Austria | Hannes Orlamünder · Paul Gubitz · Dajana Eitberger · Magdalena Matschina · Alemania | Tobias Wendl · Tobias Arlt · Jessica Degenhardt · Cheyenne Rosenthal · Alemania |

#### Medallero histórico
- Actualizado a Whistler 2025.

| Núm. | País     | Oro | Plata | Bronce | Total |
| ---- | -------- | --- | ----- | ------ | ----- |
| 1    | Austria  | 1   | 0     | 0      | 1     |
| 2    | Alemania | 0   | 1     | 1      | 2     |
|      | TOTAL    | 1   | 1     | 1      | 3     |

### Equipo mixto
| Núm.   | Año  | Sede                          | Oro | Plata | Bronce |
| ------ | ---- | ----------------------------- | --- | --- | --- |
| I      | 1989 | Winterberg ( RFA)             | Norbert Huber · Gerhard Plankensteiner · Gerda Weissensteiner · Veronika Oberhuber · Hansjörg Raffl · Italia         | Jens Müller René Friedl Susi Erdmann Ute Oberhoffner Stefan Krauße Jan Behrendt RDA                                  | Serguei Danilin Yuri Jarchenko Yuliya Antipova Irina Kusakina Yevgueni Belousov Alexandr Beliakov URSS                            |
| II     | 1990 | Calgary · ( Canadá)           | Jens Müller Thomas Jacob Gabriele Kohlisch Susi Erdmann Jörg Hoffmann Jochen Pietzsch RDA                            | Arnold Huber · Norbert Huber · Nadia Prinoth · Gerda Weissensteiner · Hansjörg Raffl · Italia                        | Serguei Danilin Andrei Rochilov Yuliya Antipova Natalia Yakushenko Igor Lobanov Guennadi Beliakov URSS                            |
| III    | 1991 | Winterberg · ( Alemania)      | Georg Hackl · Jens Müller · Susi Erdmann · Gabriele Kohlisch · Stefan Krauße · Jan Behrendt · Alemania               | Robert Manzenreiter · Markus Prock · Doris Neuner · Andrea Tagwerker · Gerhard Gleirscher · Markus Schmidt · Austria | Arnold Huber · Gerhard Plankensteiner · Natalie Obkircher · Gerda Weissensteiner · Hansjörg Raffl · Norbert Huber · Italia        |
| IV     | 1993 | Calgary · ( Canadá)           | Georg Hackl · René Friedl · Gabriele Kohlisch · Susi Erdmann · Stefan Krauße · Jan Behrendt · Alemania               | Robert Manzenreiter · Markus Prock · Angelika Neuner · Doris Neuner · Tobias Schiegl · Markus Schiegl · Austria      | Norbert Huber · Wilfried Huber · Natalie Obkircher · Gerda Weissensteiner · Hansjörg Raffl · Italia                               |
| V      | 1995 | Lillehammer · ( Noruega)      | Georg Hackl · Jens Müller · Gabriele Kohlisch · Susi Erdmann · Stefan Krauße · Jan Behrendt · Alemania               | Norbert Huber · Armin Zöggeler · Natalie Obkircher · Gerda Weissensteiner · Kurt Brugger · Wilfried Huber · Italia   | Markus Kleinheinz · Markus Prock · Angelika Neuner · Doris Neuner · Tobias Schiegl · Markus Schiegl · Austria                     |
| VI     | 1996 | Altenberg · ( Alemania)       | Markus Prock · Markus Schmidt · Angelika Neuner · Andrea Tagwerker · Tobias Schiegl · Markus Schiegl · Austria       | Georg Hackl · Jens Müller · Jana Bode · Gabriele Kohlisch · Stefan Krauße · Jan Behrendt · Alemania                  | Norbert Huber · Armin Zöggeler · Natalie Obkircher · Gerda Weissensteiner · Gerhard Plankensteiner · Oswald Haselrieder · Italia  |
| VII    | 1997 | Igls · ( Austria)             | Markus Prock · Gerhard Gleirscher · Andrea Tagwerker · Angelika Neuner · Tobias Schiegl · Markus Schiegl · Austria   | Georg Hackl · Jens Müller · Silke Kraushaar · Sylke Otto · Stefan Krauße · Jan Behrendt · Alemania                   | Wilfried Huber · Armin Zöggeler · Natalie Obkircher · Gerda Weissensteiner · Gerhard Plankensteiner · Oswald Haselrieder · Italia |
| VIII   | 1999 | Königssee · ( Alemania)       | Markus Prock · Andrea Tagwerker · Tobias Schiegl · Markus Schiegl · Austria                                          | Robert Fegg · Silke Kraushaar · André Florschütz · Torsten Wustlich · Alemania                                       | Georg Hackl · Sylke Otto · Patric Leitner · Alexander Resch · Alemania                                                            |
| IX     | 2000 | St. Moritz · ( Suiza)         | Georg Hackl · Silke Kraushaar · Steffen Skel · Steffen Wöller · Alemania                                             | Jens Müller · Sylke Otto · Patric Leitner · Alexander Resch · Alemania                                               | Markus Prock · Angelika Neuner · Tobias Schiegl · Markus Schiegl · Austria                                                        |
| X      | 2001 | Calgary · ( Canadá)           | Georg Hackl · Silke Kraushaar · Patric Leitner · Alexander Resch · Alemania                                          | Karsten Albert · Sylke Otto · Steffen Skel · Steffen Wöller · Alemania                                               | Antony Benshoof Rebecca Wilczak Mark Grimmette Brian Martin Estados Unidos                                                        |
| XI     | 2003 | Sigulda ( Letonia)            | Georg Hackl · Sylke Otto · Patric Leitner · Alexander Resch · Alemania                                               | Mārtiņš Rubenis Anna Orlova Zigmārs Berkolds Sandris Bērziņš Letonia                                                 | Rainer Margreiter · Sonja Manzenreiter · Andreas Linger · Wolfgang Linger · Austria                                               |
| XII    | 2004 | Nagano ( Japón)               | David Möller · Barbara Niedernhuber · Patric Leitner · Alexander Resch · Alemania                                    | Antony Benshoof Ashley Hayden Mark Grimmette Brian Martin Estados Unidos                                             | Armin Zöggeler · Anastasia Oberstolz-Antonova · Christian Oberstolz · Patrick Gruber · Italia                                     |
| XIII   | 2005 | Park City ( Estados Unidos)   | Georg Hackl · Sylke Otto · André Florschütz · Torsten Wustlich · Alemania                                            | Antony Benshoof Ashley Hayden Mark Grimmette Brian Martin Estados Unidos                                             | Armin Zöggeler · Anastasia Oberstolz-Antonova · Christian Oberstolz · Patrick Gruber · Italia                                     |
| XIV    | 2007 | Igls · ( Austria)             | David Möller · Silke Kraushaar · Patric Leitner · Alexander Resch · Alemania                                         | Armin Zöggeler · Sandra Gasparini · Christian Oberstolz · Patrick Gruber · Italia                                    | Daniel Pfister · Nina Reithmayer · Peter Penz · Georg Fischler · Austria                                                          |
| XV     | 2008 | Oberhof · ( Alemania)         | Felix Loch · Tatjana Hüfner · André Florschütz · Torsten Wustlich · Alemania                                         | Martin Abentung · Nina Reithmayer · Tobias Schiegl · Markus Schiegl · Austria                                        | Guntis Rēķis Maija Tīruma Andris Šics Juris Šics Letonia                                                                          |
| XVI    | 2009 | Lake Placid ( Estados Unidos) | Felix Loch · Natalie Geisenberger · André Florschütz · Torsten Wustlich · Alemania                                   | Daniel Pfister · Nina Reithmayer · Peter Penz · Georg Fischler · Austria                                             | Guntis Rēķis Maija Tīruma Andris Šics Juris Šics Letonia                                                                          |
| XVII   | 2011 | Cesana · ( Italia)            | Prueba cancelada | Prueba cancelada | Prueba cancelada |
| XVIII  | 2012 | Altenberg · ( Alemania)       | Tatjana Hüfner · Felix Loch · Toni Eggert · Sascha Benecken · Alemania                                               | Tatiana Ivanova · Albert Demchenko · Vladislav Yuzhakov · Vladimir Majnutin · Rusia                                  | Alex Gough · Samuel Edney · Tristan Walker · Justin Snith · Canadá                                                                |
| XIX    | 2013 | Whistler · ( Canadá)          | Natalie Geisenberger · Felix Loch · Tobias Wendl · Tobias Arlt · Alemania                                            | Alex Gough · Samuel Edney · Tristan Walker · Justin Snith · Canadá                                                   | Elīza Tīruma Inārs Kivlenieks Andris Šics Juris Šics Letonia                                                                      |
| XX     | 2015 | Sigulda ( Letonia)            | Natalie Geisenberger · Felix Loch · Tobias Wendl · Tobias Arlt · Alemania                                            | Tatiana Ivanova · Semion Pavlichenko · Andrei Bogdanov · Andrei Medvedev · Rusia                                     | Alex Gough · Samuel Edney · Tristan Walker · Justin Snith · Canadá                                                                |
| XXI    | 2016 | Königssee · ( Alemania)       | Natalie Geisenberger · Felix Loch · Tobias Wendl · Tobias Arlt · Alemania                                            | Elīza Tīruma Inārs Kivlenieks Andris Šics Juris Šics Letonia                                                         | Alex Gough · Mitchel Malyk · Tristan Walker · Justin Snith · Canadá                                                               |
| XXII   | 2017 | Igls · ( Austria)             | Tatjana Hüfner · Johannes Ludwig · Toni Eggert · Sascha Benecken · Alemania                                          | Erin Hamlin Tucker West Matthew Mortensen Jayson Terdiman Estados Unidos                                             | Tatiana Ivanova · Roman Repilov · Alexandr Denisiev · Vladislav Antonov · Rusia                                                   |
| XXIII  | 2019 | Winterberg · ( Alemania)      | Tatiana Ivanova · Semion Pavlichenko · Vladislav Yuzhakov · Yuri Projorov · Rusia                                    | Hannah Prock · Reinhard Egger · Thomas Steu · Lorenz Koller · Austria                                                | Natalie Geisenberger · Felix Loch · Toni Eggert · Sascha Benecken · Alemania                                                      |
| XXIV   | 2020 | Sochi · ( Rusia)              | Julia Taubitz · Johannes Ludwig · Toni Eggert · Sascha Benecken · Alemania                                           | Kendija Aparjode Kristers Aparjods Andris Šics Juris Šics Letonia                                                    | Summer Britcher Tucker West Chris Mazdzer Jayson Terdiman Estados Unidos                                                          |
| XXV    | 2021 | Königssee · ( Alemania)       | Madeleine Egle · David Gleirscher · Thomas Steu · Lorenz Koller · Austria                                            | Julia Taubitz · Felix Loch · Toni Eggert · Sascha Benecken · Alemania                                                | Kendija Aparjode Artūrs Dārznieks Andris Šics Juris Šics Letonia                                                                  |
| XXVI   | 2023 | Oberhof · ( Alemania)         | Anna Berreiter · Max Langenhan · Toni Eggert · Sascha Benecken · Alemania                                            | Madeleine Egle · Jonas Müller · Yannick Müller · Armin Frauscher · Austria                                           | Kendija Aparjode Kristers Aparjods Mārtiņš Bots Roberts Plūme Letonia                                                             |
| XXVII  | 2024 | Altenberg · ( Alemania)       | Julia Taubitz · Tobias Wendl · Tobias Arlt · Max Langenhan · Dajana Eitberger · Saskia Schirmer · Alemania           | Summer Britcher William Kellogg Frank Ike Tucker West Chelsea Forgan Sophia Kirkby Estados Unidos                    | Elīna Vītola Mārtiņš Bots Roberts Plūme Kristers Aparjods Anda Upīte Zane Kaluma Letonia                                          |
| XXVIII | 2025 | Whistler · ( Canadá)          | Julia Taubitz · Hannes Orlamünder · Paul Gubitz · Max Langenhan · Jessica Degenhardt · Cheyenne Rosenthal · Alemania | Madeleine Egle · Thomas Steu · Wolfgang Kindl · Nico Gleirscher · Selina Egle · Lara Kipp · Austria                  | Embyr-Lee Susko · Devin Wardrope · Cole Zajanski · Theo Downey · Beattie Podulsky · Kailey Allan · Canadá                         |

#### Medallero histórico
- Actualizado a Whistler 2025.

| Núm. | País           | Oro | Plata | Bronce | Total |
| ---- | -------------- | --- | ----- | ------ | ----- |
| 1    | Alemania       | 21  | 7     | 2      | 30    |
| 2    | Austria        | 4   | 7     | 4      | 15    |
| 3    | Italia         | 1   | 3     | 6      | 10    |
| 4    | Rusia          | 1   | 2     | 3      | 6     |
| 5    | Estados Unidos | 0   | 4     | 2      | 6     |
| 6    | Letonia        | 0   | 3     | 6      | 9     |
| 7    | Canadá         | 0   | 1     | 4      | 5     |
|      | TOTAL          | 27  | 27    | 27     | 81    |

## Medallero histórico total
- Actualizado a Whistler 2025 (incluye las medallas obtenidas por la prueba de doble femenino de 2022).

| Núm. | País           | Oro | Plata | Bronce | Total |
| ---- | -------------- | --- | ----- | ------ | ----- |
| 1    | Alemania       | 135 | 110   | 78     | 323   |
| 2    | Austria        | 32  | 39    | 47     | 118   |
| 3    | Italia         | 17  | 18    | 33     | 68    |
| 4    | Rusia          | 11  | 14    | 10     | 35    |
| 5    | Polonia        | 5   | 6     | 5      | 16    |
| 6    | Estados Unidos | 3   | 8     | 12     | 23    |
| 7    | Suiza          | 2   | 4     | 0      | 6     |
| 8    | Letonia        | 1   | 8     | 13     | 22    |
| 9    | Canadá         | 1   | 1     | 7      | 9     |
| 10   | Noruega        | 1   | 0     | 0      | 1     |
| 11   | Checoslovaquia | 0   | 0     | 2      | 2     |
| 12   | Ucrania        | 0   | 0     | 1      | 1     |
|      | TOTAL          | 208 | 208   | 208    | 624   |

1. 1 2 3 4 5  Incluye las medallas obtenidas por la RFA y la RDA entre 1949 y 1990.
2. 1 2 3 4 5  Incluye las medallas obtenidas por la URSS.